# میشل بوتور
میشل بوتور (به فرانسوی: Michel Butor) شاعر، رمان‌نویس و مقاله‌نویس قرن بیستم میلادی اهل فرانسه بود.
رمان دگرگونی (La Modification) او نمونه‌ای از رمان نو است که در سال 1957 جایزه رنودو را برای او به ارمغان آورد. مهستی بحرینی این رمان را اول بار در سال ۱۳۸۵ به فارسی برگردانده است.